# Astor Ishockeyklubb
Astor Ishockeyklubb (grundlagt i 1963) er en ishockey klub fra Trondheim. Klubben har i øjeblikket omkring 500 medlemmer.

## Eksterne links
- Astor hockey på Facebook
- Iskrigernes siste skanse Arkiveret 28. november 2020 hos  Wayback Machine (paywall). Adressa.no

| Sport | Spire Denne artikel om sport er en spire som bør udbygges. Du er velkommen til at hjælpe Wikipedia ved at udvide den. |